# Partido Villarino
Villarino ist ein Partido im Süden der Provinz Buenos Aires in Argentinien. Laut einer Schätzung von 2019 hat der Partido 35.834 Einwohner auf 11.400 km². Der Verwaltungssitz ist die Stadt Médanos. Das Gebiet ist für seine Zwiebel- und Premiumweinproduktion bekannt ist.

## Orte
Patagones ist in 10 Ortschaften und Städte, sogenannte Localidades, unterteilt.
- Pedro Luro
- Mayor Buratovich
- Médanos
- Juan Cousté
- Hilario Ascasubi
- Teniente Origone
- Colonia San Adolfo
- Argerich
- Laguna Chasicó
- Balneario La Chiquita